# Валансьєнн (округ)
Округ Валансьєнн (фр. Arrondissement de Valenciennes) — округ у Франції, в департаменті Нор. 2023 року округ об'єднував 82 муніципалітети, населення становило 350 494 особи.
Адміністративний центр (супрефектура) — Валансьєнн.

## Муніципалітети
Список муніципалітетів округу та їхні коди INSEE:
1. Абскон (59002)
2. Авелюї (59292)
3. Авен-ле-Сек (59038)
4. Анзен (59014)
5. Анон (59284)
6. Артр (59019)
7. Аспр (59285)
8. Бевраж (59079)
9. Беллен (59064)
10. Брійон (59109)
11. Брюе-сюр-л'Еско (59112)
12. Брюй-Сент-Аман (59114)
13. Бузіні (59100)
14. Бушен (59092)
15. Ваврешен-су-Денен (59651)
16. Ваврешен-су-Фо (59652)
17. Валансьєнн (59606)
18. Валле (59632)
19. Ван-о-Бак (59645)
20. Вершен-Могре (59610)
21. В'є-Конде (59616)
22. Вік (59613)
23. Денен (59172)
24. Душі-ле-Мін (59179)
25. Елем (59297)
26. Емершикур (59192)
27. Ерен (59302)
28. Ерні (59301)
29. Ескоден (59205)
30. Ескопон (59207)
31. Естре (59215)
32. Карубль (59479)
33. Керенен (59480)
34. К'єврешен (59484)
35. Конде-сюр-л'Еско (59153)
36. Креспен (59160)
37. Кюржі (59166)
38. Ла-Сантінель (59564)
39. Лесель (59335)
40. Лурш (59361)
41. Льє-Сент-Аман (59348)
42. Маркетт-ан-Остреван (59387)
43. Марлі (59383)
44. Мастен (59391)
45. Мен (59369)
46. Міллонфосс (59403)
47. Мольд (59393)
48. Моншо-сюр-Екайон (59407)
49. Мортань-дю-Нор (59418)
50. Невіль-сюр-Еско (59429)
51. Нівель (59434)
52. Нуаєль-сюр-Сель (59440)
53. Обрі-дю-Ено (59027)
54. Одоме (59444)
55. Ольнуа-ле-Валансьєнн (59032)
56. Ольшен (59288)
57. Оннен (59447)
58. Орден (59313)
59. Петіт-Форе (59459)
60. Презо (59471)
61. Пруві (59475)
62. Рель (59504)
63. Рем (59491)
64. Розю (59511)
65. Ромбі-е-Маршипон (59505)
66. Рувіні (59515)
67. Рюмежі (59519)
68. Сар-е-Розьєр (59554)
69. Себур (59559)
70. Сен-Сольв (59544)
71. Сент-Аман-лез-О (59526)
72. Сент-Ебер (59530)
73. Сольтен (59557)
74. Тен-Сент-Аман (59594)
75. Тівансель (59591)
76. Трит-Сен-Леже (59603)
77. Тьян (59589)
78. Уазі (59446)
79. Фамар (59221)
80. Флін-ле-Мортань (59238)
81. Френ-сюр-Еско (59253)
82. Шато-л'Аббе (59144)